# Bernhard Aström
 (novembre 2019).
Si vous disposez d'ouvrages ou d'articles de référence ou si vous connaissez des sites web de qualité traitant du thème abordé ici, merci de compléter l'article en donnant les références utiles à sa vérifiabilité et en les liant à la section « Notes et références ».
Bernhard Aström (Sipoo, 2 août 1884 - Siuntio, 18 mars 1959) est un photographe et vétérinaire finlandais.